# Alessandro Curmi
Pour les articles homonymes, voir Curmi.
Alessandro Curmi (La Valette, 17 octobre 1801 - Naples, avril 1857) est un pianiste et compositeur maltais.

## Biographie
Il naît à La Valette puis est baptisé à la basilique Saint-Dominique (Porto Salvo) le 17 octobre 1801. Bon pianiste, il est l'élève de Pietro Paolo Bugeja à Malte, puis part au Conservatoire San Pietro a Majella de Naples où il suit l'enseignement de Niccolò Antonio Zingarelli, Giovanni Furno et Giacomo Tritto. Il y est le condisciple de Vincenzo Bellini.
Son premier opéra, Gustavo Orxa, est présenté au Teatro Nuovo de Naples, en 1827, suivie en 1830 par Aristodèmo au Teatro della Pergola de Florence.
Son œuvre la plus célèbre, Elodia de Herstall, est présentée en 1842 au Teatro San Carlo de Naples célébré. Un chroniqueur maltais décrit le succès : « ... Le célèbre opéra Elodia d’Herstall [...] a été présenté en octobre avec un succès enthousiaste. Le Teatro San Carlo a plusieurs fois retenti au nom du maître qui fut félicité par la famille royale. Contrairement à leurs habitudes, ils restèrent jusqu'à la fin et le compositeur leur offrit lui-même un exemplaire signé de sa main. À chaque nouvelle représentation, la valeur artistique d’Elodia devient encore plus évidente et accroît la renommée de son auteur. »
Il est ensuite invité à Londres pour y créer trois nouveaux opéras à Covent Garden sur des livrets écrits en français : La Rosière, La Reine des fées et Lodoïska.
Il souhaite poursuivre sa carrière à Paris mais la Révolution française de 1848 contrecarre ses plans. Il écrit cependant La Rivoluzione, un poème symphonique en six actes, qui est joué à La Valette au Théâtre Manoel en 1853.
Curmi retourne ensuite à Naples en 1857 pour composer un autre opéra pour le Teatro San Carlo, mais il y meurt en avril de la même année, sans avoir pu achever sa tâche.

## Opéras
- Gustavo d'Orxa (1827 au Teatro Nuovo de Naples, livret de Domenico Gilardoni[2])
- Aristodemo (1830 au Teatro della Pergola de Florence)
- Rob Roy (1832 au Théâtre Manoel, livret de Francesco Malagricci)[3]
- Elodia di Herstal (octobre 1842 au Teatro San Carlo de Naples avec le chanteur Marco Arati)
- Il Proscritto di Messina (1843 au Théâtre Manoel)[4]
- La Rosière (1844 au Royal Opera House de Covent Garden)[4]
- La Reine des fées (20 avril 1847 au Royal Opera House de Covent Garden)[5]
- Lodoïsca (1845 au Royal Opera House de Covent Garden)[4]

## Autres œuvres
- Sancte Paoli, antienne pour l'église collégiale du naufrage de saint Paul de La Valette
- La Rivoluzione, poème symphonique joué à La Valette au Théâtre Manoel en 1853[1] en six parties nommées : Rassemblement populaire, Rappel de la Garde nationale, Les Chants des Girondins, Le Combat, Gémissement des Blessés, La Victoire[6].
- Abele, oratorio[6]
- Malta felice, cantate[6]

## Sources
- (en) Joseph Vella Bondin, « Maltese composers and opera composition », dans Cecilia Xuereb, The Theatre in Malta, Patrimonju Publishing Ltd, 1997 (lire en ligne)